# Либен (Шпревалд)
Либен (њем. Lübben) град је у њемачкој савезној држави Бранденбург. Једно је од 37 општинских средишта округа Даме-Шпревалд. Према процјени из 2010. у граду је живјело 14.250 становника. Посједује регионалну шифру (AGS) 12061316.

## Географски и демографски подаци
Либен се налази у савезној држави Бранденбург у округу Даме-Шпревалд. Град се налази на надморској висини од 50 метара. Површина општине износи 119,9 km². У самом граду је, према процјени из 2010. године, живјело 14.250 становника. Просјечна густина становништва износи 119 становника/km².

## Међународна сарадња
| Мјесто           | Држава | Врста сарадње | Од    |
| ---------------- | ------ | ------------- | ----- |
| Волштински округ | Пољска | партнерство   | 2004. |
| Волштин          | Пољска | партнерство   | 1993. |
| Извор            |        |               |       |